# Aleksandrówka (powiat bialski)
Aleksandrówka – wieś w Polsce położona w województwie lubelskim, w powiecie bialskim, w gminie Drelów.
| SIMC    | Nazwa   | Rodzaj    |
| ------- | ------- | --------- |
| 1021576 | Folwark | część wsi |

W latach 1975–1998 miejscowość należała administracyjnie do województwa bialskopodlaskiego.
Wieś jest sołectwem w gminie Drelów. Według Narodowego Spisu Powszechnego z roku 2011 wieś liczyła 87 mieszkańców.
Wierni Kościoła rzymskokatolickiego należą do parafii św. Stanisława w Ostrówkach.